# Malgasze

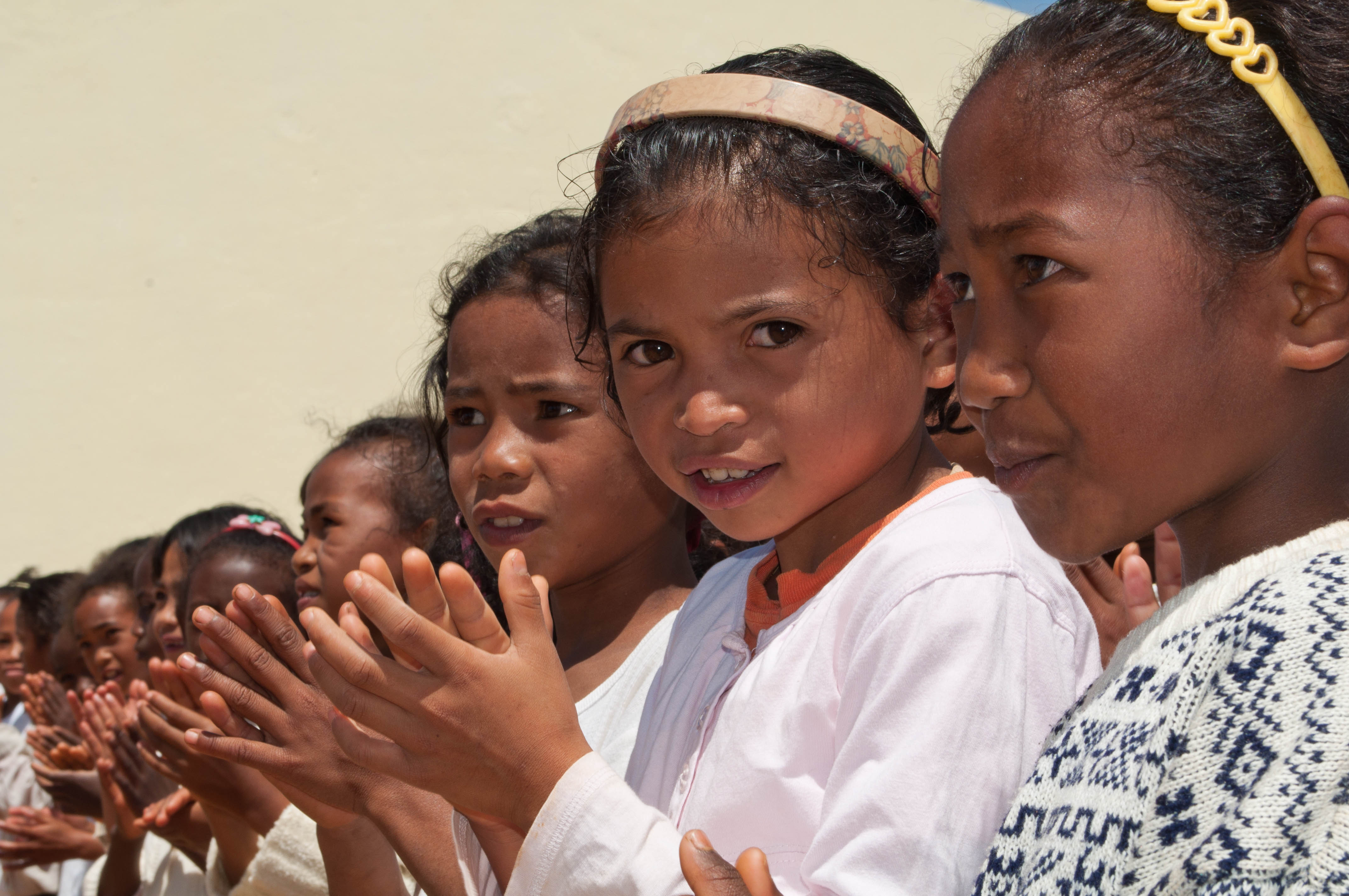
Merina

Malgasze – autochtoniczna ludność Madagaskaru. Naród ten liczy ok. 20 mln osób. Posługują się językiem malgaskim, wyznają w większości chrześcijaństwo.
Na etnogenezę Malgaszów złożyła się przede wszystkim ludność austronezyjska, która przybyła z Archipelagu Malajskiego (w szczególności z południowego Borneo) w okresie od VII do XIII w. n.e. (według starszej propozycji – ok. V w.), a także negroidalni (czarnoskórzy) osadnicy z Afryki (pochodzenia Bantu). Istnieje możliwość, że w migracji wczesnej ludności malgaskiej uczestniczyły też inne grupy austronezyjskie, zwłaszcza Malajowie i Jawajczycy. Prawdopodobne jest też, że migracja rozpoczęła się przed VII w. i następowała falami na przestrzeni kilku stuleci. Same pierwsze kontakty między Afryką Wschodnią a Azją Południowo-Wschodnią sięgają jeszcze wcześniejszego okresu, o czym świadczą fakty biologiczne i cechy kultury materialnej.
Zalążki języka i społeczności malgaskiej mogły się ukształtować już na Borneo, jeszcze zanim wczesna ludność malgaska dotarła do regionu Afryki Wschodniej . Niewykluczone, że migranci z Borneo spędzili pewien czas w Afryce kontynentalnej, a dopiero później zasiedlili Madagaskar. O ile Austronezyjczycy i Bantu mogli pojawić się na Madagaskarze wskutek osobnych migracji, to stosunkowa jednorodność językowa i genetyczna Madagaskaru daje podstawy, by sądzić, że Malgasze trafili na wyspę już jako grupa mieszanego pochodzenia. Pewne dane leksykalne sugerują, że po okresie migracji Malgasze wciąż utrzymywali kontakt z Azją Południowo-Wschodnią. 
Oprócz chrześcijaństwa (katolicyzmu i protestantyzmu) oraz islamu w odmianie sunnickiej występują rodzime wierzenia oparte na kulcie przodków. Podstawę gospodarki tworzy rolnictwo, a główną rośliną żywieniową jest ryż.
Choć wszyscy Malgasze posługują się jednym językiem, tj. malgaskim (będącym przedstawicielem rodziny austronezyjskiej), to wyróżnia się wśród nich szereg grup etnicznych (przeważnie osiemnaście), które używają różnych dialektów. Dialekty malgaskie są w większości wzajemnie zrozumiałe. Różnice między grupami malgaskimi dotyczą także kultury i typu antropologicznego, który jest zależny od tego, jaką część ich przodków stanowili osadnicy z Azji Południowo-Wschodniej, a jaką Bantu. Pod względem językowym są blisko spokrewnieni z indonezyjskim ludem Ma’anyan. Związek językowy między Malgaszami a ludnością Kalimantanu (w szczególności Ma’anyan) został stwierdzony w XX w.  Miejsce narodzin języka malgaskiego zlokalizowano w południowo-wschodniej części Borneo. Ma’anyan (lub pobliskie ludy Borneo) uchodzą za najważniejszą spośród grup, które przyczyniły się do indonezyjskiej genezy Malgaszów. Badania genetyczne pozwoliły bliżej powiązać ludność Madagaskaru z ludem Bandżarów.
Największą grupą etniczną, bo stanowiącą prawie jedną czwartą społeczeństwa, są zamieszkujący centralny Madagaskar Merina, pochodzenia głównie indonezyjskiego. Z kolei drugą co do wielkości są mieszkańcy wybrzeża, pochodzenia indonezyjsko-afrykańsko-arabskiego, zwani Betsimisaraka.